# Farinata degli Uberti
(Dante Alighieri, Divina Commedia, Inferno, Canto X, vv. 31-36)
Manente degli Uberti, meglio noto come Farinata (Firenze, 1212 circa – Firenze, 11 novembre 1265), è stato un militare e politico italiano.
Appartenente alla nobile stirpe fiorentina degli Uberti, una tra le più antiche e importanti famiglie ghibelline di Firenze, è citato da Dante Alighieri nella Divina commedia: dapprima solo nominato nel canto sesto dell'Inferno, ma poi incontrato nel decimo canto della stessa cantica, dove appare tra gli eretici.

## Biografia

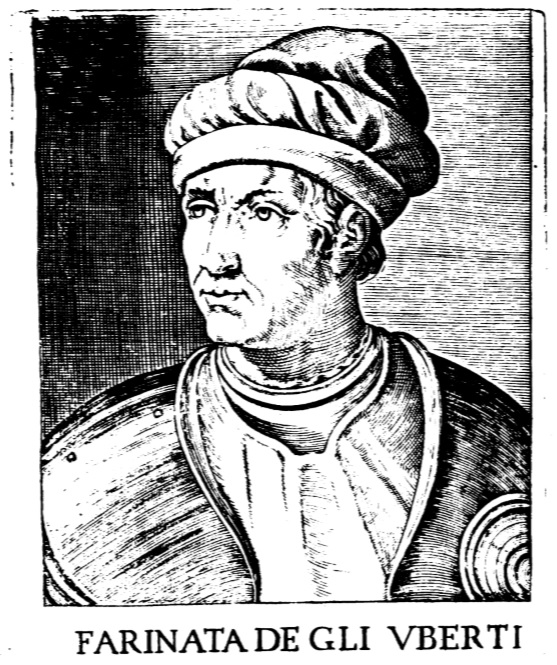
Farinata in un ritratto del 1646

Figlio di Jacopo degli Uberti, dal 1239 fu a capo della consorteria di parte ghibellina e svolse un ruolo importantissimo nella cacciata dei guelfi avvenuta pochi anni dopo, nel 1248, sotto il regime del vicario imperiale Federico di Antiochia, figlio naturale dell'imperatore Federico II di Svevia.
Quando, nella Repubblica fiorentina, tornarono al potere gli esponenti delle famiglie di appartenenza guelfa nel 1251, gli Uberti furono esiliati ripararono a  Siena, dove trovarono rifugio nel 1258.

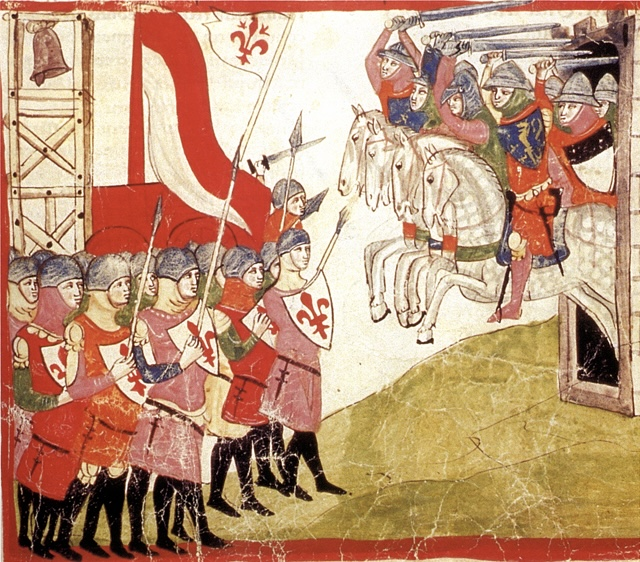
La battaglia di Montaperti tra guelfi e ghibellini (4 settembre 1260)

Farinata contribuì da protagonista alla vittoria nella battaglia di Montaperti il 4 settembre 1260 e, nella dieta di Empoli che ne seguì, dimostrò il suo grande amor di patria insorgendo a viso aperto contro la proposta dei deputati della Repubblica di Pisa e di Siena, che avrebbero voluto radere al suolo la città di Firenze. 
Morì nel 1264 e fu sepolto nella Chiesa di Santa Reparata, sul cui sito sarà poi costruito il Duomo di Firenze. Suo figlio Lapo sarà nominato dall'imperatore Enrico VII suo vicario in Mantova.

## L'accusa di eresia e Dante
Anche dopo essere morti, gli Uberti non poterono sottrarsi alla vendetta della fazione rivale: nel 1283, infatti, i corpi di Farinata e di sua moglie Adaleta subirono a Firenze un processo postumo pubblico con l'accusa di eresia. Per l'occasione, i loro resti mortali, sepolti in Santa Reparata, furono riesumati e il giudizio si concluse con la condanna da parte dell'inquisitore francescano Salomone da Lucca, che stabilì anche che la confisca di tutti i beni lasciati in eredità dalla famiglia.

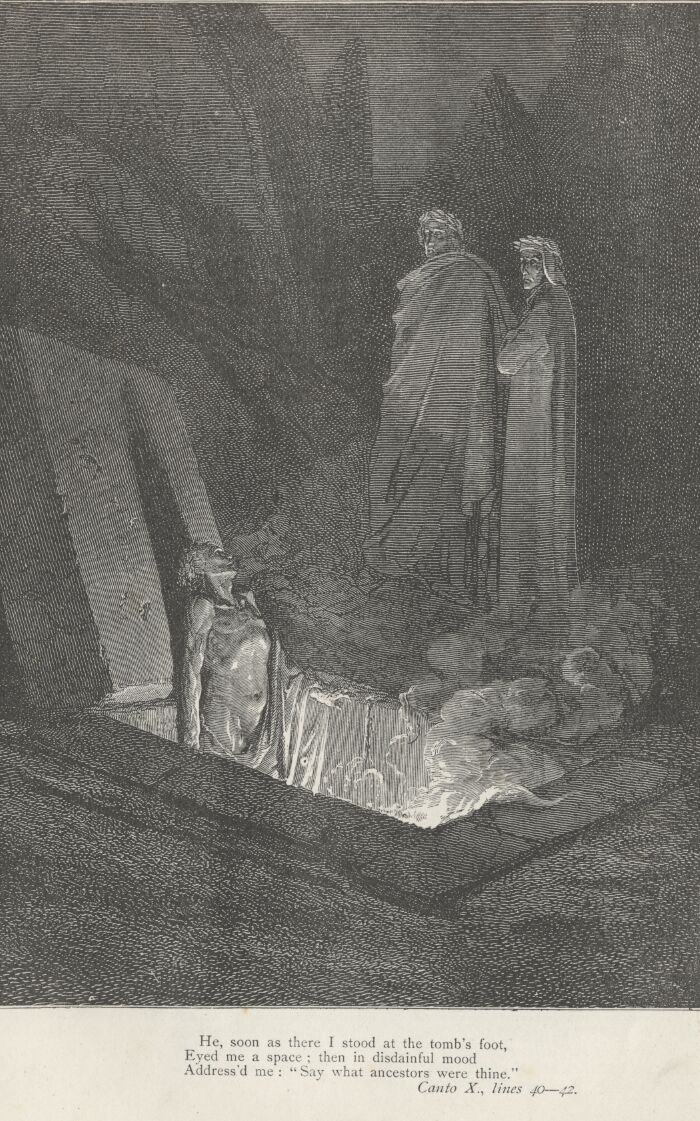
Dante e Virgilio osservano Farinata emergere dal proprio sepolcro in un'illustrazione di Gustave Doré

La fondatezza dell'accusa è incerta ancor oggi: in realtà, riguardava la contestazione della primazia religiosa della Chiesa nel conflitto tra poteri universali, sebbene la fazione politica a cui egli apparteneva ne contestasse solo l'ingerenza politica, reclamando una suddivisione tra potere spirituale e potere temporale. La confusione fu probabilmente aumentata dalla propaganda dei guelfi, a cui faceva comodo l'accusa di eresia, pronti a sfruttarla a proprio vantaggio, anche se alcuni studiosi sostengono che Farinata fosse davvero vicino all'eresia catara.
Gli Uberti, comunque, furono esclusi da qualsiasi amnistia e su di loro si focalizzò l'odio dei rivali: Farinata viene infatti collocato da Dante tra gli eretici epicurei che l'anima col corpo morta fanno (v. 15), ovvero che non credono nell'immortalità dell'anima. Tra i due si svolge un colloquio incentrato sulla lotta politica e sulla famiglia, e in particolare sul tema delle colpe dei padri che ricadono sui figli: questo costituiva un argomento particolarmente caro al poeta, che avrebbe potuto far revocare l'esilio nei confronti dei suoi figli maschi se avesse chiesto il perdono. Dopo un alternarsi di battute cariche di tensione, Farinata pronuncia una profezia in cui è facile leggere l'amarezza del poeta, già esule da qualche anno:
(Dante Alighieri, Divina Commedia, Inferno, Canto X, vv. 79-81)
A Farinata, comunque, Dante rese l'onore delle armi, facendo di lui uno dei protagonisti del suo poema e tratteggiandone una figura imponente e fiera, quasi omerica nel contrastare le avversità ("com'avesse l'inferno a gran dispitto"), tanto che Virgilio lo esorta a non usare con lui parole comuni, ma nobili ("conte").